# Herman Vermeer
Herman Vermeer (n. 6 septembrie 1957, Appelscha⁠(d), Ooststellingwerf, Provincia Frizia, Țările de Jos) este un om politic neerlandez, membru al Parlamentului European în perioada 1999-2004 din partea Țărilor de Jos. 
1. ↑  Deputații în Parlamentul European